# Деверё, Уильям
Уильям Деверё (англ. William Devereux; умер после 1110 года) — англо-нормандский дворянин, живший во времена правления английских королей Вильгельма I Завоевателя, Вильгельма II Рыжего и Генриха I Боклерка. Деверё, наряду с Баскервилями и Пичардами, были известными рыцарскими семьями на валлийских границах в начале двенадцатого века и были связаны с лордствами Браоз и Ласи в этом регионе. Потомки Уильяма Деверё позже породят семью Деверё из Херефорда, а также виконтов Херефорд и графов Эссекс.

## Карьера
После нормандского завоевания Англии Уильяму Деверё были предоставлены земли вдоль Валлийских границ в графствах Херефордшир, Шропшир и Глостершир в качестве члена свиты Уолтера де Ласи. Вскоре после битвы при Гастингсе на валлийских рубежах вспыхнуло восстание. Уильям Деверё, вероятно, участвовал в усилиях по противодействию нападениям Эдрика Дикого и валлийцев на Херефорд. В 1069 году Уолтер де Ласи отразил нападение, а затем возглавил ответный военный набег на Уэльс. Эдрик Дикий сжег Шрусбери, но безуспешно осадил его замок. В конце 1069 года король Вильгельм Завоеватель возглавил местные силы в победе над Эдриком Диким в битве при Стаффорде и заставил его подчиниться в 1070 году.
В 1075 году вспыхнуло восстание графов против правления английского короля Вильгельма Завоевателя. Его возглавляли Роджер де Бретей, граф Херефорд; Ральф, граф Восточной Англии; и Вальтеоф, граф Нортумбрии. Уолтер де Ласи и, вероятно, Уильям Деверё в составе его свиты сыграли решающую роль в предотвращении соединения сил графа Херефорда с другими повстанцами, что привело к поражению восстания.
Уильям Деверё, вероятно, посетил бы короля, поскольку он провел Рождество 1080 года в Глостере. Ожидалось, что Деверё примет участие в наступлении короля Вильгельма Завоевателя в Уэльс в 1081 году, которое, возможно, было военным рейдом для подавления местного сопротивления.
Сын Уильяма Деверё, Уолтер Деверё, поступил на рыцарскую службу около 1084 года в свите Уолтера де Ласи. После внезапной смерти Уолтера де Ласи 25 марта 1085 года Деверё стали служить старшему сыну Уолтера де Лейси, Роджеру де Ласи.
Во время издания Книги Страшного суда в 1086 году Уильям Деверё владел землями вдоль Валлийских границ. Лайонсхолл принадлежал сыну Уильяма Уолтеру Деверё, а замок Лайонсхолл был построен по указанию его сюзерена Роджера де Ласи в начале 1090-х годов.
Уильям был благотворителем аббатства в Глостере (церковь Святого Петра в Глостере). В 1086 году Вильгельм Завоеватель выдал аббатству хартию, подтверждающую владение землей, и Уильям Деверё был идентифицирован как дающий 1 гайду земли . Во времена короля Вильгельма Рыжего в 1096 году он был определен как владеющей гайдой в Херефордшире, и двумя десятыми в Личе и Хадропе. В списке пожертвований аббатству изображен Уильям Деверё, отдавший одну гайду земли в Йерхенфельде, Вестоне, и десятину из Хейтропа во времена аббата Серло (1072—1104). Другие источники указывают на то, что он подтвердил предоставление гайды в Херефордшире аббатству Святого Петра в Глостере на десятом году правления Генриха I (1110 год). Во времена аббата Уильяма (1113—1130 годы) женщина по имени Хависа, идентифицированная как вдова Уильяма Деверё, появилась в списке пожертвований как дар земли под названием Хайд, которую Уолтер де Ласи передал ей при замужестве. Дар Уильяма Деверё одной гайды земли аббатству был снова подтвержден королем Стефаном в 1138 году, архиепископом Кентерберийским между 1139 и 1148 годами, и королем Генрихом II Плантегенетом около 1174 года.
Сюзерен Уильяма Деверо, Роджер де Ласи, участвовал в заговоре во главе с Робертом де Моубреем, чтобы заменить короля Вильгельма II его старшим братом, но был обнаружен и изгнан в 1095 году. Когда де Ласи был изгнан, замок Лайонсхолл перешел под прямой контроль семьи Деверё, и в конце концов они стали его главными лордами. После изгнания своего сюзерена Уильям Деверё передал свою феодальную верность Бернарду де Неуфмарше, лорду Брекона. В 1170 году в Вустерском соборе был построен неф с оконным витражом окно, на котором был изображен Бернар де Неуфмарш в окружении 12 рыцарей, а на одном был щит Деверё.
В 1095 году король Вильгельм II Рыжий потерял людей и лошадей во время похода на Уэльс, а в 1097 году снова возглавил экспедицию, которая не смогла склонить валлийцев к решающей битве. Ожидалось, что Уильям Деверё примет участие в этих продолжающихся пограничных сражениях в Уэльсе.
В период с 1101 по Михайлов день 1102 года Уильям Деверё засвидетельствовал грамоту английского короля Генриха I Боклерка настоятелю монастыря Сен-Вульмар в Булони. Хартия подтвердила предоставление каноникам поместья Натфилд в Суррее Идой, графиней Булонской.
Уильям стал свидетелем того, как Уильям де Хуссмейн без даты предоставил Уолтеру де Лоншампу арендуемый дом в поместье Касл-Фром, графство Херефордшир. Другой свидетель этого документа, Болдуин де Булерс, был женат в 1102 году и подписал хартию Генриха I аббатству Шрусбери в 1121 году.
Уильям Деверё и его жена также предоставили новые дары его церковной часовни в Патли, заявив в уставе: «Знайте все присутствующие и будущие, что я, Уильям Деверо, с согласия и совета моей жены и моих наследников, имею дал и даровал Богу, святой Марии и святому Этельберту все мои права на часовню Патли». Это подтвердит более поздний декан Херефорда, «Ральф Мердак», который подтвердил грант, « который Уильям Деверё дал моему предшественнику».

## Семья
Уильям женился на Хавизе де Ласи, дочери Уолтера де Ласи . Этот брак произошел после 1066 года, так как её приданое включало в себя земельные дары после нормандского завоевания Англии. У них были дети:
- Уолтер Деверё, лорд Лайонсхолла[4][18][20], и покровитель монастыря Брекнок в правление короля Генриха I[21]
- Гилберт Деверё, капеллан короля и казначей Нормандии[21][21][22][23][24].

## Землевладения по Книге Страшного суда
Согласно Книге Страшного суда, Уильям Деверё владел следующими землями стоимостью около 17 фунтов 12 шиллингов в 1086 году под управлением главного арендатора Роджера де Ласи. Ему принадлежали два манора в Глостершире, два манора в Шропшире и семь маноров в Херефордшире.